# Austrosticta
Austrosticta is een geslacht van libellen (Odonata) uit de familie van de Isostictidae.

## Soorten
Austrosticta omvat 3 soorten:
- Austrosticta fieldi Tillyard, 1908
- Austrosticta frater Theischinger, 1997
- Austrosticta soror Sjöstedt, 1917